# Klimaatadaptief bosbeheer
Klimaatadaptief bosbeheer (ook wel klimaatslim bosbeheer genoemd) is het aanpassen van bos en bosbeheer zodat het bos de huidige en verwachte klimaatverandering kan overleven. Dit is nodig omdat de huidige bossen door hogere gemiddelde temperaturen en toenemende zomerdroogte steeds minder vitaal worden en de klimaatverandering misschien niet overleven. Om te zorgen dat bos toch toekomstbestendig wordt, kunnen beheerders bepaalde maatregelen treffen. Het einddoel van deze maatregelen is een klimaatadaptief bos dat ook bij ongunstige klimaatscenario’s vitaal blijft.  

## Klimaatverandering
Door het sterk toegenomen gebruik van fossiele brandstoffen sinds de industriële revolutie en door ontbossing is de hoeveelheid broeikasgassen in de atmosfeer gestegen. Broeikasgassen vangen warmtestraling op van het aardoppervlak wanneer dit door zonlicht wordt verwarmd en kaatsen dit deels terug naar de aarde. Dit zorgt voor een toename van de gemiddelde temperatuur op aarde en heeft ook andere effecten. Voorbeelden hiervan zijn  meer en langere perioden van droogte, watertekort, verhoogde kans op branden, zwaardere buien, overstromingen, heftiger en vaker voorkomende stormen en afname van biodiversiteit.
In België is de gemiddelde temperatuur sinds het einde van de negentiende eeuw met 1,2 °C gestegen. Als de hoeveelheid broeikasgassen niet afneemt, loopt deze stijging naar verwachting op tot 5 °C aan het einde van de eenentwintigste eeuw. De neerslaghoeveelheid zal in dit scenario in het winterhalfjaar met ongeveer 10% toenemen, en in het zomerhalfjaar met ongeveer 7% afnemen. Een gevolg hiervan is grotere kans op overstromingen en natte perioden in de winter en meer en langereperioden van droogte in de zomer.

## Relaties tussen klimaat en bos

### Effecten van klimaat op bos
Het voorkomen van bomen en planten is onder andere afhankelijk van de grenswaarden voor neerslag en temperatuur. Voor elke soort gelden andere minima en maxima. Deze bepalen de klimatologische ruimte (ook wel niche genoemd) waarin een soort onder natuurlijke omstandigheden kan reproduceren en groeien. Buiten deze niche kan een soort niet voorkomen. Het verspreidingsgebied van een soort wordt aan de noordgrens bepaald door het onvermogen tot bloei of zaadrijping, en aan de zuidgrens door te hoge temperaturen, waardoor bijvoorbeeld bloemen en bladeren te vroeg uit kunnen lopen en later beschadigd kunnen worden door vorst. Daarnaast worden de grenzen van verspreidingsgebieden, vooral aan de zuidkant, ook bepaald door interacties tussen soorten via predatie en concurrentie. Ook deze interacties worden beïnvloed door klimatologische factoren.  
Als gevolg van klimaatverandering zullen de geschikte leefgebieden van boomsoorten noordwaarts en bergopwaarts opschuiven. De snelheid waarmee boomsoorten moeten opschuiven, kan tegen het eind van de 21e eeuw oplopen tot 7,5 km per jaar, terwijl de gemiddelde migratiesnelheid van de meeste plantensoorten gemiddeld 100 meter per jaar is. Dit betekent dat boomsoorten  door klimaatverandering sneller geschikt leefgebied verliezen dan dat ze zich in nieuwe gebieden kunnen vestigen.
Daarnaast heeft klimaatverandering ook andere negatieve effecten op bossen. Zo leidt de stijging van de gemiddelde temperatuur en de verminderde vitaliteit van bomen tot een grotere kans op insectenplagen. Een voorbeeld is de  letterzetter. Deze bastkever richt vooral veel schade aan bij beschadigde, verdroogde of omgevallen bomen, vooral bij fijnspar. De letterzetter had één voortplantingscyclus per jaar, maar kan door de voortgaande temperatuurstijging jaarlijks twee of drie voortplantingscycli voltooien.

### Effect van bos op klimaat
Bossen leveren meerdere ecosysteemdiensten, waaronder het opnemen van CO2 en het reguleren van water in natte perioden. Dit eerste kan bijdragen aan een vermindering van atmosferische CO2 waardoor de temperatuurstijging wordt geremd. De regulering van (grond)water is  zowel van belang in perioden van neerslagoverschot, bijvoorbeeld in de winter wanneer er toenemende neerslagfrequentie en -intensiteit is, als in de zomer, wanneer er langere perioden van droogte zijn. Om te zorgen dat bossen hun klimaatregulerende functie blijven behouden, is het belangrijk dat het bosecosysteem gezond is en blijft. Ook houtproductie is een ecosysteemdienst. Wanneer het geproduceerde hout in een duurzaam product wordt toegepast, blijft CO2 relatief lang opgeslagen. Aanplanten van klimaatadaptief bos kan voordelig zijn voor de beheerder, maar is ook een mogelijke strategie voor het tegengaan van klimaatverandering. Omdat bos dat nu aangeplant wordt idealiter meer dan 100 jaar mee gaat, is het belangrijk dat de boomsoorten slim gekozen worden.

## Methoden van adaptief bosbeheer
Er zijn meerdere methoden om bos klimaatadaptief te beheren. Wat de meest effectieve maatregelen zijn, verschilt per situatie. Over het algemeen werkt een combinatie van meerdere maatregelen het best, maar ook dit is afhankelijk van bostype, geschiedenis en doel.

### Divers bos
Een bos met diversiteit wat betreft boomsoort, leeftijd, herkomst en structuur heeft meer veerkracht dan homogene boomopstanden met alle bomen van dezelfde leeftijd en soort. Een goede menging zorgt ook voor meer stabiliteit en risicospreiding met het oog op de toenemende kans op ziekten, plagen of extreme weersomstandigheden. Hierdoor is er meer kans dat het bos als ecosysteem blijft functioneren. Beheerders wordt daarom geadviseerd aan te sturen op een variatie aan soorten, zowel bij de aanplant van nieuw bos als bij het beheer van ouder bos. Daarbij worden dunningsmethoden aanbevolen die zorgen voor meer structuur en variatie in leeftijd.
Bij de boomsoortenkeuze speelt het aspect klimaatadaptatie een belangrijke rol: in hoeverre is de soort op deze groeiplaats bestand tegen de verwachte grotere weersextremen. Ook de bijdrage van de boomsoort aan klimaatadaptatie speelt een rol: in hoeverre draagt de soort bij aan snelle vastlegging van CO2 (snelle jeugdgroei) of aan het lang vasthouden van CO2 (lange levensduur, duurzame toepassing in houtproducten). Om meer te weten te komen over deze eigenschappen van boomsoorten wordt in Nederland in tientallen projecten gevolgd hoe deze soorten zich na aanplant ontwikkelen.

### Goed bodembeheer
Naast diversiteit is het van belang goed bodembeheer toe te passen om bodemdegradatie en problemen door langdurige droogte of neerslagoverschot tegen te gaan. Naar schatting een kwart van de biodiversiteit op aarde bevindt zich in de bodem: eencellige micro-organismen, bacteriën, schimmels, aaltjes, protisten, potwormen, mijten, springstaarten en regenwormen. Het bodemvoedselweb is zeer divers: per 100 gram grond uit de bovenste bodemlaag komen gemiddeld meer dan 5 miljard individuen en 5000 soorten voor. Sinds 2021 wordt de bodembiodiversiteit in Nederland landsdekkend gemonitord, ook in bos- en natuurgebieden. Het bodemleven vervult diverse belangrijke functies voor de mens: naast voedselkringloop, productie en biodiversiteit draagt het ook bij aan een betere waterhuishouding en koolstofvastlegging. Deze laatste functies zijn ook van belang met het oog op klimaatverandering. Bodemverzuring en bodembewerking/-verdichting hebben nadelige effecten op de functievervulling.
De nadelige gevolgen van verzuring op het bodemleven kunnen gedeeltelijk worden hersteld door toepassen van steenmeel in droge eikenbossen, eventueel in combinatie met schelpenkalk. Bodemverzuring kan ook worden tegengegaan door aanplant of bevoordeling van soorten met een goede strooiselkwaliteit (zogenoemde rijkstrooiselsoorten). Deze soorten hebben strooisel met hoge concentraties van basische kationen (vooral calcium) en lage concentraties lignine. Dit geldt onder meer voor linde, es, esdoorn, kers, wilg en populier. Ook diverse struiksoorten als vuilboom, lijsterbes en hazelaar hebben goed verterend bladstrooisel. Houtoogst kan ook een bijdrage leveren aan bodemverzuring, omdat hierbij basische kationen worden afgevoerd. Dit kan beperkt worden door takken met bladeren of naalden niet of later af te voeren en bomen op hogere leeftijd te oogsten.
Bodembewerking moet zoveel mogelijk beperkt worden omdat dit nadelig is voor het bodemleven, vooral schimmels. Bodemverdichting is ook nadelig en moet vermeden worden door geen zware machines in bosgebieden in te zetten. Bodemverdichting heeft negatieve effecten op regenwormen, doorwortelbaarheid, gasuitwisseling, waterhuishouding, wortels, mycorrhiza en biodiversiteit in de bodem. Natuurlijk herstel is mogelijk maar kost veel tijd. Het natuurlijk herstelvermogen kan bevorderd worden door boomsoorten met een goede strooiselkwaliteit aan te planten.

### Verbinden van bos- en natuurgebieden
Om te voorkomen dat natuurlijke migratie wordt belemmerd, is het van belang dat bos- en natuurgebieden met elkaar verbonden worden. Door verbindingszones te creëren worden migratiemogelijkheden vergroot, wat kan zorgen voor een meer divers bos met meer soorten. Dit kan de stabiliteit en de veerkracht van bossen bevorderen.

### Geassisteerde migratie
Het tempo van natuurlijke migratie van bomen ligt veel lager dan de snelheid die ze zouden moeten hebben om met klimaatverandering mee te migreren. Hierdoor bestaat de kans dat boomsoorten ter plaatse eerder verdwijnen dan dat nieuwe boomsoorten zich kunnen vestigen. Om dit op te lossen kunnen bosbeheerders kiezen voor ‘geassisteerde migratie’. Dat wil zeggen: de bosbeheerder plant boomsoorten aan die aangepast zijn aan het toekomstige klimaat met de bijbehorende hogere temperatuur en frequentere droogte. Dit hoeven niet altijd andere boomsoorten te zijn; het kunnen ook ondersoorten zijn die aangepast zijn aan zuidelijker klimaten. Nadeel hiervan is wel dat deze maatregel alleen toegepast kan worden met kunstmatige verjonging en dus relatief tijd- en geldintensief is.

## Praktijkvoorbeelden
- Voorbeeldproject Stimuleren verjonging - Wekeromse Zand

Drie dennenopstanden met een lage staande houtvoorraad en weinig verjonging worden gerevitaliseerd. Daartoe zijn in groepen van 25 stuks loof- en naaldhoutsoorten aangeplant die beter passen bij het veranderende klimaat. Enkele van de gebruikte boomsoorten zijn Noorse esdoorn, gewone esdoorn, zoete kers, winterlinde en levensboom. De bomen zijn in 2019 geplant en de ontwikkeling wordt gevolgd.
- Voorbeeldproject vernatting en omvorming - Wehlse bos

Dit bos in particulier eigendom is ernstig verdroogd door de aanleg van de Didamse Leigraaf rond 1970. Door het verondiepen van twee belangrijke watergangen en het omhoog brengen van duikers zullen de waterstanden in het bos omhoog gaan. Daarnaast wordt een deel van de droogtegevoelige fijnspar en Japanse lariks vervangen door loofbomen. In totaal worden 5000 jonge loofbomen geplant.
- Voorbeeldproject Experimentele aanplant Almeerderhout

Bij de aanplant van deze recreatiebossen is geëxperimenteerd met verschillende soorten zoals zwarte noot, walnoot en fladderiep. De bomen zijn aangeplant in 1975 en 1990 en hebben zich goed ontwikkeld. De kosten van aanplant waren hoog, omdat rasters geplaatst moesten worden tegen wildvraat door reeën. Door de goede groei op rijke grond en door kwaliteitssnoei kan het hout in de toekomst een goede prijs opbrengen.